# Utstikkar-Bucht
Die Utstikkar-Bucht (norwegisch Utstikkarbukta, in Australien Stibbs Bay, in den USA Utstikkar Bay genannt) ist eine 6,5 km breite Bucht an der Mawson-Küste des ostantarktischen Mac-Robertson-Lands. Sie liegt unmittelbar östlich des Utstikkar-Gletschers.
Norwegische Kartografen erfassten sie anhand von Luftaufnahmen, die bei der Lars-Christensen-Expedition 1936/37 entstanden. Sie benannten sie in Anlehnung an die Benennung des gleichnamigen Gletschers.